# Film (commune d'Östhammar)
Pour les articles homonymes, voir Film.
Film est une localité suédoise de la commune d'Östhammar qui comptait 105 habitants en 2010.